# Baharijodon
Baharijodon – wymarły rodzaj krokodylomorfa. Skamieniałości datuje się na cenoman (późna kreda). Do rodziny Trematochampsidae zaliczył go Caroll w 1988.